# Hromadná doprava
Hromadná doprava (hromadná doprava osob) je doprava prostředky umožňujícími přepravu většího počtu cestujících současně, typicky například tramvajemi, autobusy, trolejbusy, vlaky, případně též letadly, plavidly nebo lanovými drahami určenými pro hromadnou dopravu, tedy pro větší počet cestujících.
Pojem hromadné dopravy často splývá s pojmem veřejné dopravy, protože ta je v převážné míře zajišťována formou linkové hromadné dopravy, například městské hromadné dopravy. Nejsou však totožné, například taxislužba je formou veřejné dopravy, která typicky není provozována autobusy, tj. nemá povahu hromadné dopravy. Do pojmu hromadné dopravy ovšem spadají i neveřejné jízdy autobusů, vlaků či větších osobních lodí nebo letadel, tj. různé objednané či příležitostné smluvní jízdy, zájezdy, a to včetně neveřejné pravidelné linové dopravy. 

## Vymezení pojmu
Ve vztahu k silniční dopravě je pojem v českém právním prostředí poměrně exaktně definován ve vymezení základních pojmů v zákoně o pravidlech provozu na pozemních komunikacích, kde je vozidlo hromadné dopravy osob definováno jako autobus, trolejbus nebo tramvaj, přičemž z kategorizace silničních vozidel vyplývá, že autobusem se rozumí motorové vozidlo kategorie M2 nebo M3, tj. s více než 8 místy pro přepravu osob (nepočítaje místo řidiče). Tramvaj nebo trolejbus se však pro účely tohoto zákona považuje za vozidlo hromadné dopravy vždy, bez ohledu na typ, účel a kapacitu vozidla. 
Ve vztahu k drážní, letecké či vodní dopravě není pojem hromadné dopravy jednoznačně vymezen – pokud jsou systémem veřejné dopravy malokapacitní dopravní prostředky, například převozní loďky, zpravidla nevzniká potřeba určovat, zda takový způsob dopravy je hromadný. U sedačkových lanovek záleží na tom, zda bychom hromadnost posuzovali ve vztahu ke kapacitě jednotlivých vozidel (sedaček), nebo celého zařízení. Součástí nebo doplňkem systému veřejné dopravy se někdy stávají i nehromadné dopravní prostředky, kromě vozidel taxislužby a přívozů to mohou být i například mikrobusy pro přepravu tělesně postižených, případně poptávková doprava seniorů mikrobusy a podobně. 

## Právní regulace
Na definici „vozidla hromadné dopravy osob“ český zákon o pravidlech silničního provozu navazuje specifická omezení: řidič vozidla hromadné dopravy osob (bez ohledu na to, zda jde o veřejnou dopravu a zda je ve voze právě sám) nesmí ve vozidle kouřit a za jízdy jíst a pít, bavit se s přepravovanými osobami a vpouštět je do prostoru vyhrazeného pro řidiče, rozjíždět se před uzavřením dveří a otevírat dveře před zastavením. V některých případech se také na řidiče ostatních vozidel vztahuje povinnost zastavit vozidlo za vozidlem hromadné dopravy osob, které zastavilo v zastávce, řidiči autobusu hromadné dopravy osob nebo trolejbusu musí v obci řidiči ostatních vozidel umožnit vyjetí ze zastávky nebo ze zastávkového pruhu. Motorová vozidla a jízdní soupravy pro veřejnou hromadnou dopravu mohou na dálnici, je-li jejich nejvyšší dovolená rychlost vyšší než 65 km/h, zatímco ostatní vozidla (včetně autobusů neveřejné dopravy) musí mít svoji nejvyšší dovolenou rychlost nejméně 80 km/h. V případě dopravní nehody je obnovení provozu vozidel hromadné dopravy osob přikládána větší priorita než obnovení ostatní dopravy. Pravidla silničního provozu obsahují samostatný paragraf o třech odstavcích, který stanoví povinnosti a omezení pro přepravu osob vozidlem hromadné dopravy osob – včetně neveřejné dopravy. Speciálně je jim stanovena povinnost chovat se tak, aby neohrožovaly bezpečnost provozu na pozemních komunikacích (osobám cestujícím v osobních automobilech takto stanovena není), je jim zakázáno vstupovat do vozovky před zastavením vozidla, je jim stanovena povinnost uposlechnout pokynů dopravce a v případě mimořádného zastavení mimo zastávku dopravci zákon uděluje právo zastavovat ostatní vozidla. 